# Aitor González
Aitor González Jiménez (født 27. februar 1975 i Zumárraga), er en tidligere professionel spansk landevejscykelrytter.
Han startede sin professionelle karriere i 1998 for Avianca-Telecom og det sidste hold han kørte for var Euskaltel-Euskadi. I 2002 vandt han Vuelta a España for cykelholdet Kelme, og er også 2005 vinderen af Tour de Suisse. Han har tre etapesejre i 2002-udgaven af Vuelta a España, to i Giro d'Italia i 2002, en i Giro d'Italia i 2003 og en i Tour de France 2004. I 2005 blev han udelukket i to år for dopingbrug.

## Højdepunkter
- Sejr i Tour de Suisse i 2005.
- Etapesejer på etape 14. i Tour de France 2004
- Sejr i Vuelta a España i 2002.